# Mațiivka, Prîlukî
Mațiivka (în ucraineană Маціївка) este un sat în comuna Zamostea din raionul Prîlukî, regiunea Cernihiv, Ucraina.

## Demografie
Componența lingvistică a localității Mațiivka
     Ucraineană (99,39%)
     Alte limbi (0,61%)
Conform recensământului din 2001, majoritatea populației localității Mațiivka era vorbitoare de ucraineană (99,39%), existând în minoritate și vorbitori de alte limbi.